# Muzeul Național al Carpaților Răsăriteni
Muzeul Național al Carpaților Răsăriteni este un muzeu național din Sfântu Gheorghe, amplasat în Str. Gabor Aron nr.16. De la fondare în anul 1999 și până în prezent, Director general al Muzeului este dr. conf. univ. Valerii Kavruk.

## Istoric
În anul 1995 Muzeul Național de Istorie a Transilvaniei a înființat la Sfântu Gheorghe o secție de arheologie, care urma să fie transformată într-un muzeu de sine stătător conform Hotărârii Guvernului nr. 1365 / 1996. Hotărârea de Guvern a fost aplicată abia în anul 1999, înființându-se astfel Muzeul Carpaților Răsăriteni, în subordinea Ministerului Culturii. În anul 2007 instituția primește titulatura de muzeu național, fiind azi cunoscută sub denumirea de Muzeul Național al Carpaților Răsăriteni, subordonat Ministerului Culturii și Patrimoniului Național.
Până în anul 2003 muzeul nu a avut sediu propriu și a funcționat în spații închiriate, activitatea sa concentrându-se pe cercetarea arealului Carpaților Răsăriteni în vederea identificării și salvării patrimoniului cultural național mobil și imobil, material și imaterial din această zonă relativ puțin cercetată. În anul 2003, prin Hotărârea Guvernului nr. 163 / 2003, instituția primește o clădire în Sf. Gheorghe, pe strada Gábor Áron nr. 16, unde funcționează și în prezent. Clădirea a necesitat o renovare completă, astfel încât ea a fost ocupată abia în toamna anului 2005. Muzeul Național al Carpaților Răsăriteni (MNCR) și-a deschis porțile noii clădiri către publicul larg în anul 2006, organizând primele expoziții în colaborare cu persoane fizice (artiști plastici) și expoziții foto-documentare cu piese reproduse, patrimoniul propriu putând fi expus abia în toamna aceluiași an datorită normelor de conservare impuse de lege.    
Între anii 2009 - 2011 muzeul s-a regăsit în cadrul unui program de modernizare a muzeelor naționale, program din care fac parte Muzeul Național Brukenthal – Sibiu, Complexul Muzeal Național Moldova – Iași, Muzeul Național de Istorie Naturală „Grigore Antipa” – București și Muzeul Național de Istorie a Transilvaniei – Cluj-Napoca. În cadrul acestui program s-a urmărit amenajarea tuturor spațiilor muzeale ale MNCR, modernizarea acestora în vederea expunerii și depozitării patrimoniului muzeal într-un mod atractiv, asigurând totodată cele mai bune condiții de conservare a pieselor de patrimoniu. 

## Patrimoniu
Patrimoniul muzeului este format în principal din cercetări proprii efectuate pe teritoriul județelor Covasna și Harghita, precum și din achiziții și donații. Din anul 1999 și până în prezent instituția și-a concentrat eforturile pe cercetarea și salvarea, conservarea și valorificarea patrimoniului material și imaterial, mobil și imobil, atât a celui local cât și a patrimoniului din întreg arealul Carpaților Răsăriteni. Deși până în prezent accentul s-a pus pe salvarea și conservarea patrimoniului material mobil, muzeul își concentrează tot mai mult eforturile pe salvarea patrimoniului imaterial, aflat în pericol iminent de dispariție. 
În prezent în registru de inventar apar circa 17.000 de poziții inventariate. 
În anul 2011, de ziua internațională a muzeelor publicului au fost prezentate trei noi spații reamenajate:
- Expoziția „Așezarea preistorică Păuleni Ciuc, Dâmbul Cetății”[5]
- Prima Școală Românească din Sfântu Gheorghe[6]
- Casa Memorială „Romulus Cioflec” din localitatea Araci, comuna Vâlcele[7].

Patrimoniul arheologic cuprinde vestigii preistorice, dacice, romane și post-romane. Este compus din piese provenite din siturile cercetate: Păuleni Ciuc, Ciomortan "Dâmbul Cetății", Olteni " Cariera de nisip", Covasna "Cetatea Zânelor", Biborțeni, Brăduț etc. De asemenea, patrimoniul arheologic cuprinde și piese de lemn provenite de la "Băile Figa" Beclean din județul Bistrița Năsăud. 
Patrimoniul etnografic este format din două construcții țărănești, numeroase piese de port tradițional, mobilier, unelte și ustensile tradiționale. Patrimoniul istorico-memorialistic cuprinde casa natală a scriitorului Romulus Cioflec, unde este amenajată Casa memorială Romulus Cioflec și clădirea primei școli românești din Sfântul Gheorghe (1799), precum și obiecte și documente privind istoria și cultura românească pe teritoriul județelor Harghita și Covasna.
Muzeul a organizat până acum câteva expoziții tematice temporare. Începând cu anul 2006, după încheierea perioadei de formare a microclimatului în spațiile expoziționale, muzeul își propune organizarea a două expoziții de bază, permanente (la Sfântu Gheorghe și Miercurea Ciuc), precedată de organizarea unor expoziții temporare. Începând din 2003, muzeul a organizat o expoziție de bază la filiala sa din acest oraș, Muzeul Oltului și Mureșului Superior.

## Distincții
Eforturile echipelor de cercetare au fost încununate de numeroase succese și au fost premiate în mai multe rânduri. Unul dintre cele mai importante premii primite de MNCR în domeniul cercetării arheologice a fost Premiul din partea Ministerului Culturii decernat în anul 2008 pentru cercetările arheologice de la situl Băile Figa, Beclean, jud. Bistrița-Năsăud derulate în anul 2007.  